# Brasil en los Juegos Olímpicos de Pyeongchang 2018
Brasil estuvo representado en los Juegos Olímpicos de Pyeongchang 2018 por nueve deportistas, seis hombres y tres mujeres, que compitieron en cinco deportes.
El portador de la bandera en la ceremonia de apertura fue el piloto de bobsleigh Edson Bindilatti. El equipo olímpico brasileño no obtuvo ninguna medalla en estos Juegos.